# Mjøndalen
Mjøndalen – miasto w południowej Norwegii (11 km na zachód od Drammen), ośrodek administracyjny byłej gminy (norw. kommune) Nedre Eiker w prowincji Viken, na południowym brzegu rzeki Drammenselva. Po drugiej stronie rzeki jest Krokstadelva. Obecnie miejscowość należy do gminy Drammen i liczy 8 593 mieszkańców (w  01/2017).
Nazwa pochodzi od staronordyckiego słowa Mylnudalr, wywodzącego się od Mylna (młyn) i dal (dolina).
W miejscowości znajduje się przystanek kolejowy Mjøndalen.